# Andrew Moravcsik

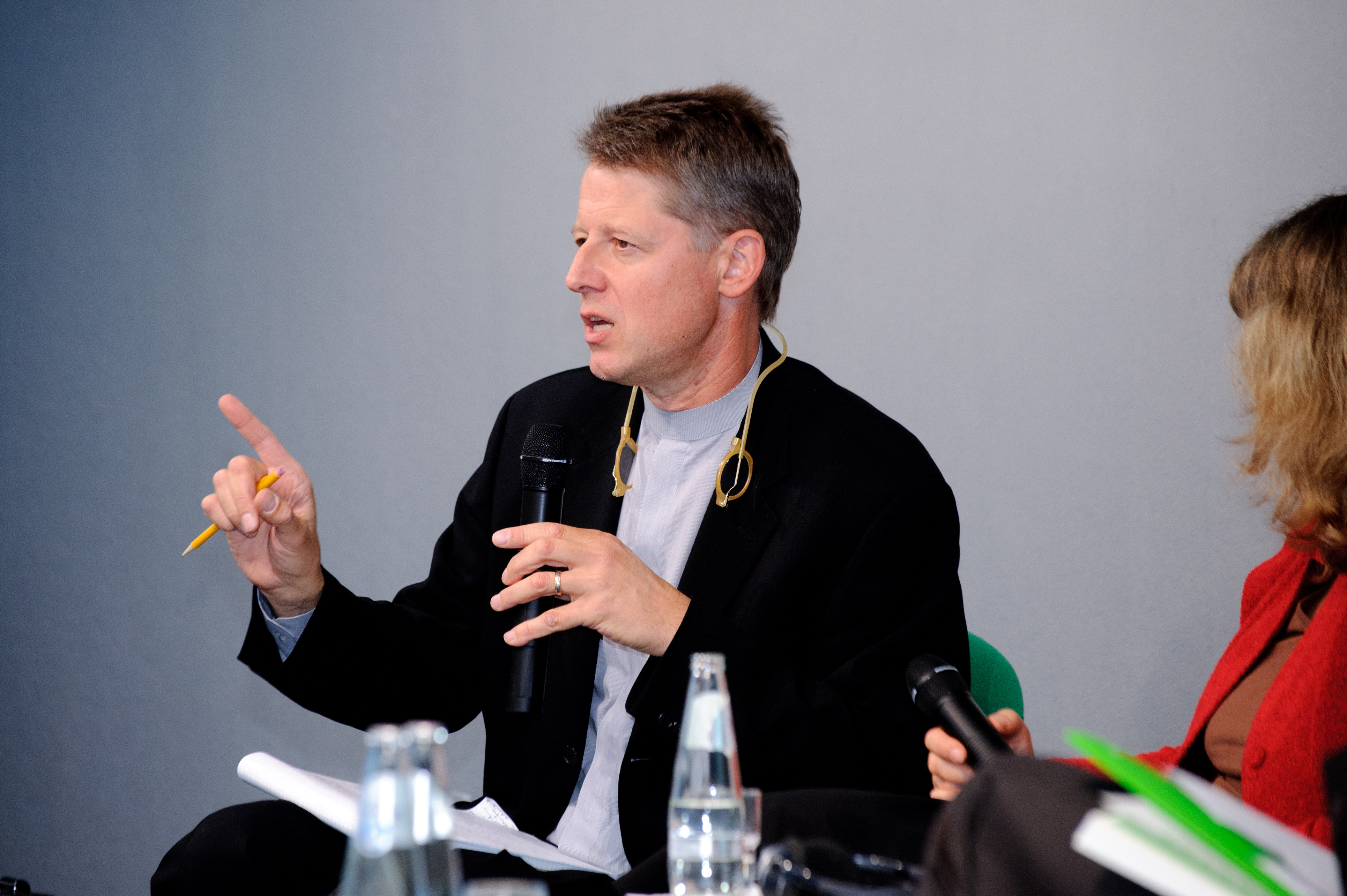
Andrew Moravcsik (2011)

Andrew Maitland Moravcsik (* 1958 in den USA) ist ein US-amerikanischer Politikwissenschaftler, sowie Professor und Direktor des European Union Program an der Princeton University.
Moravcsik ist der Begründer und wichtigste Vertreter der Theorie des Liberalen Intergouvernementalismus. Seine Forschungsschwerpunkte sind Internationale Organisationen, Menschenrechte, Europäische Integration sowie die Außenpolitiken der USA und Europas. Er ist außerdem Mitglied der Brookings Institution.

## Werdegang
Moravcsik schloss sein Studium der Geschichte an der Stanford University 1980 mit dem Bachelor ab und verbrachte anschließend zwei Jahre als Fulbright Fellow an den Universitäten Bielefeld, Hamburg und Marburg. Danach studierte er zwei Jahre an der School of Advanced International Studies (SAIS) der Johns Hopkins University in Washington, D.C. und schloss 1984 mit einem Master of Arts in Internationalen Beziehungen ab. 1992 erhielt er von der Harvard University den Ph. D. der Politikwissenschaft und begann am dortigen Institut für Staatswissenschaften zu lehren. Während seiner zwölfjährigen Tätigkeit habilitierte er und gründete das European Union Program in Harvard. 2004 wechselte er nach Princeton, wo er ein Programm gleichen Namens gründete.
Er ist der Sohn des Physikers Michael J. Moravcsik.